# 鴇柿百合子
鴇柿 百合子（ときし ゆりこ、11月22日 - ）は、日本のフリーイラストレーター・漫画家。漫画を描く際のペンネームはトキシ ユリコ。

## 来歴
ゲームメーカー3社を経てフリーとなった後、主にGAE発売のコンピュータゲーム作品でキャラクターデザインを手がけており、特にアスキー・メディアワークスの雑誌『キャラぱふぇ』及び『別冊キャラぱふぇコミック』では、自らキャラクターデザインを担当した「コスメちっく☆パラダイス」シリーズの漫画化作品を描いている。

## 主な作品
キャラクターデザイン
全てGAE（旧グローバル・A・エンタテインメント）発売。
- クロニクル オブ ダンジョンメーカーII
- ダンジョンメーカー 魔法のシャベルと小さな勇者
- 世界はあたしでまわってる
- コスメちっく☆パラダイス 〜メイクのキセキ〜
- 注文しようぜ! 俺たちの世界
- ハッピーマイスイーツ

漫画
- コスメちっく☆パラダイスシリーズ（『キャラぱふぇ』『別冊キャラぱふぇコミック』掲載）
- ハッピーマイスイーツ（『キャラぱふぇ』2009, 1-2月号.  2009, 3-4月号. 2009, 5-6月号, p.80-81 掲載）